# (20287) Munteanu
(20287) Munteanu (1998 FT61) – planetoida z pasa głównego asteroid okrążająca Słońce w ciągu 3,73 lat w średniej odległości 2,4 j.a. Odkryta 20 marca 1998 roku.